# Svět podle Prota
Svět podle Prota (v anglickém originále K-PAX) je americko-německé filmové drama z roku 2001. Režisérem filmu je Iain Softley. Scénář filmu napsali Gene Brewer a Charles Leavitt podle Brewerovy novely K-PAX. Hlavní role ve filmu ztvárnili Kevin Spacey, Jeff Bridges, Mary McCormack, Alfre Woodardová a David Patrick Kelly. Kromě režiséra Iaina Softleye se na filmu podílel např. kameraman John Mathieson nebo střihač Craig McKay.

## Děj
Pacient psychiatrické léčebny (Kevin Spacey) tvrdí, že je na Zemi na návštěvě a pochází z planety K-PAX. Jeho lékař Dr. Marc Powell (Jeff Bridges), přepracovaný psychiatr ze státní nemocnice, nachází u svého vesmírného pacienta řadu nezvyklých projevů a navíc naprostou odolnost vůči běžným léčebným prostředkům. Co když je podivný pacient skutečně mimozemšťan?

## Obsazení
| Kevin Spacey        | Prot / Robert Porter |
| Jeff Bridges        | Mark Powell          |
| Mary McCormack      | Rachel Powell        |
| Alfre Woodardová    | Claudia Villars      |
| David Patrick Kelly | Howie                |
| Saul Williams       | Ernie                |
| Peter Gerety        | Sal                  |
| Celia Weston        | Doris Archer         |